# 침류각
침류각(枕流閣)은 서울특별시 종로구 청와대에 있는 대한제국시대의 건축물이다. 1997년 12월 31일 서울특별시의 유형문화재 제103호로 지정되었다.

## 개요
1900년대 초기의 건물로 규모는 앞면 4칸·옆면 2칸반으로 지붕은 옆면이 여덟 팔(八)자 모양과 비슷한 화려한 팔작지붕이다.

## 참고 자료
- 침류각 - 국가유산청 국가유산포털